# Буфонова коб антилопа
Kobus kob kob је типска подврста коб антилопе. 

## Угроженост
Ова подврста се сматра рањивом у погледу угрожености врсте од изумирања.

## Распрострањење
Ареал подврсте је ограничен на једну државу. 

## Станиште
Станиште подврсте су слатководна подручја.